# Ippone di Reggio
Ippone di Reggio (fl. V secolo a.C.) è stato un filosofo greco antico, secondo alcuni studiosi originario di Metaponto o dell'isola di Samo, vissuto nel V secolo a.C..

## Biografia
Da molti fu considerato ateo e Aristotele arrivò addirittura a considerare di poco conto il suo pensiero.

L'accusa di ateismo, molto probabilmente, derivava dalla sua concezione prettamente naturalistica che escludeva, quindi, ogni forma di divinità operante sia nell'universo, sia sulle questioni di vita umane. Nella testimonianza di Giovanni Filopono, filosofo neoplatonico e cristiano vissuto nel VI secolo d.C., si legge che la causa che determinò l'accusa di ateismo era da collegare alla sua " teoria dell'acqua ". Da ciò si evince facilmente lo stretto legame con le dottrine di Talete, tuttavia è doveroso sottolineare una differenza: mentre Talete riconduce all'acqua, o meglio ancora all'umido, ogni cosa esistente, Ippone collega all'acqua - principio freddo - il suo contrario, il fuoco cioè principio caldo. Ippone fu, molto probabilmente, uno dei primi filosofi ad occuparsi della questione "anima", infatti egli sosteneva che l'anima derivasse proprio dal principio freddo, dall'acqua:
«in quanto è per noi la causa del raffreddamento mediante l'inspirazione. Poiché dunque la vita viene dall'anima e l'anima dal freddo, per questo c'è bisogno di inspirazione, che col freddo tempera il calore che sta intorno al cuore.» 
L'acqua, l'umido è il principio della vita e delle sensazioni degli esseri viventi. La buona salute fisica deriva dal livello di umidità presente nel corpo, il giusto equilibrio determina il corpo sano, mentre uno squilibrio è un chiaro segno di malattia. Quando l'essere vivente si dissecca e non riesce più a provare sensazioni finisce col morire, questa è la condizione della vecchiaia:
«Ippone crede che ci sia in noi un'umidità appropriata secondo la quale anche sentiamo e per la quale viviamo; quando dunque un'umidità del genere sia in misura appropriata, è sano l'essere animato, quando invece si dissecchi, l'essere animato perde allora la sensibilità e muore. È appunto per questo che i vecchi sono secchi e perdono la sensibilità, in quanto carenti di umidità.»
In questo periodo, il mondo greco vive un forte dibattito che giunge fino ad Aristotele, il quale, sembra mettere un punto fermo alla questione. Si tratta del ruolo della donna. Aristotele sosteneva la superiorità del genere maschile mentre diede alla donna un ruolo marginale, di materia  e non di forma, ma Ippone non apparteneva a questa scuola di pensiero, egli infatti proclamava l'uguaglianza dei generi ed era convinto che anche le donne producessero una forma di sperma, non dissimile da quella maschile:
«Ippone ritiene che lo sperma deriva dal midollo e ciò è provato, secondo lui, dal fatto che se si ammazzano i montoni dopo che hanno coperto le pecore, non si trova più in essi il midollo.»
«Secondo Ippone le donne non meno degli uomini emettono sperma.»
Questo mette in luce il suo forte interesse verso la biologia, arrivando a studiare anche le fasi dello sviluppo fetale. Leggendo, infatti, la testimonianza A16 della raccolta Diels-Kranz, ci troviamo di fronte un Ippone alle prese con la descrizione della gestazione umana: 
«Il feto si forma in 60 giorni, al quarto mese diventa la carne compatta, al quinto nascono le unghie e i capelli, al settimo già l'essere umano è perfettamente completo.»
Ippone è stato un uomo di grande valore filosofico che purtroppo non potremo mai conoscere appieno data la scarsità dei reperti storici che abbiamo a disposizione. Aristotele non dava importanza al suo pensiero, altri lo accusavano di empietà, ma per fortuna c'era anche chi lo sosteneva. Uno di questi fu il filosofo cristiano Clemente Alessandrino (II - III secolo d.C.) che si meravigliava dell'accusa di ateismo affermando che Ippone e altri "empi"  «vissero saggiamente e videro con più acutezza degli altri uomini l'errore a proposito di questi dèi.» Dei, ovviamente, pagani.